# Anne d'Alègre
Pour les articles homonymes, voir d'Alègre.
 (mai 2018).
Anne d'Alègre, née vers 1565 et morte en 1619, est une aristocrate française. Elle est la fille de Christophe Ier, marquis d'Alègre et d'Antoinette du Prat ; le maréchal d'Alègre (1653-1733) est son petit-neveu.

## Biographie

### Comtesse douairière de Laval
Elle épouse le 1er septembre 1583 Guy XIX, comte de Laval. Au décès de son mari en 1586, elle est comtesse douairière de Laval, de Montfort, d'Harcourt, baronne de Quintin et de Vitré.
Protestante de confession, elle quitte alors Harcourt pour Sedan et garde ainsi au parti protestant Guy XX de Laval, le descendant d'une de ses plus grandes familles. En 1588, Anne d’Alègre conduit son fils, Guy XX, à Sedan, pour qu'il soit élevé dans le protestantisme. Henri III lui retire aussitôt sa tutelle et la confie à Charles de Lorraine.

### Chute de la Ligue à Laval
Le maréchal Jean VI d'Aumont sait se ménager des intelligences dans Laval, que la comtesse douairière Anne d'Alègre, retirée à Vitré, faisait solliciter de son côté à abandonner le parti de la Ligue. D'Andigné de Mesneuf, qui avait été en garnison dans cette ville après 1589, le procureur fiscal Duchemin de la Vauzelle, tous deux protestants, servirent d'intermédiaires au maréchal, lis s'entendirent avec plusieurs bourgeois et surtout avec Guillaume Le Clerc de Crannes, capitaine de la ville.
D'Aumont entre sans résistance à Laval le 27 avril 1594, après peu d'opposition. Il y met garnison et contient ses soldats avec tant de sévérité qu'il ne fut fait aucun tort aux habitants.

### Manœuvres
Anne d'Alègre s'occupe à animer Jean VI d'Aumont et François d'Espinay de Saint-Luc contre Philippe-Emmanuel de Lorraine, duc de Mercœur. En 1595, elle approuve la démolition du château de Marcillé-Robert. On lit sur les registres de l'état civil de cette commune, en 1593 : Le chasteau de cette seigneurie, par commandement de Fay d'Aumont, maréchal de France, comte de Châteaubourg, gouverneur de l'armée du roy en Bretagne, A la requête de madame de Laval, fut démoli ce jour 8 mars et quinxaine d'avril 1595.
Elle détermine Jean VI d'Aumont et François d'Espinay de Saint-Luc à mettre le siège devant le château de Comper. Anne d'Alègre influence leur choix tactique, malgré le fait que la cible ne semble pas militairement intéressante. Comper est investi, mais D'Aumont est grièvement blessé par une mousquetade et meurt à Montfort des suites de ses blessures le 19 août 1595 en présence d'Anne d'Alègre. Saint-Luc, averti que Mercœur venait au secours de la place, ne tarde pas à se retirer.
En 1596, Anne d'Alègre, comtesse de Laval, pensant que son fils Guy XX, qui s'était rendu près du roi, allait embrasser la religion catholique et soupçonnant que Jean du Mats de Montmartin en ferait autant, profite de l'absence de ce dernier pour se rendre maîtresse, en intelligence avec les protestants, de la ville de Vitré. 
Henri IV ordonne au maréchal de Brissac de rétablir au plus tôt Montmartin, auquel il décide que 10 000 livres seraient payées comme dédommagement. La dame de Laval doit en fournir la moitié, en punition de la manière avec laquelle elle avait agi.
Anne se remarie en 1599 avec Guillaume d'Hautemer (1538-1613), seigneur de Fervaques, comte puis duc de Grancey, maréchal de France.
En 1605 à la mort de Guy XX, l'héritage des vastes domaines des Laval est contesté entre Anne d'Alègre et Charlotte-Brabantine d'Orange-Nassau qui revendique ces terres pour son fils Henri de la Trémoïlle successeur des titres et nouveau comte de Laval. Anne d'Alègre perdra son procès.
Anne d'Alègre n'en laissera pas moins dilapider ses richesses dans le vain espoir de se marier, pour la troisième fois avec le duc de Chevreuse.
Au décès d'Anne d'Alégre, l'inhumation dans la collégiale Saint-Tugal de Laval, nécropole des comtes de Laval, lui fut refusée par les chanoines en raison de sa foi protestante. Sa sépulture est la seule retrouvée dans la chapelle du Château de Laval lors d'une fouille en 1988.